# Csázma (település)
Csázma vagy Csezmice (horvátul: Čazma) város és község Horvátországban Belovár-Bilogora megyében.

## Fekvése
Belovártól légvonalban 27, közúton 31 km-re délnyugatra, a Monoszlói-hegység északnyugati lejtői és a Csázma-folyó (horvátul: Česma) között fekszik. Monoszló gazdasági és kulturális központja.

## A község települései
Csázma községhez a városon kívül 36 további település is hozzátartozik.
Ezek Andigola, Bojana, Bosiljevo, Cerina, Dapci, Dereza, Donji Draganec, Donji Dragičevci, Donji Lipovčani, Donji Miklouš, Gornji Draganec, Gornji Dragičevci, Gornji Lipovčani, Gornji Miklouš, Grabik, Grabovnica, Komuševac, Marčani, Martinac, Milaševac, Novo Selo, Općevac, Palančani, Pavličani, Pobjenik, Pobrđani, Prnjarovac, Prokljuvani, Sišćani, Sovari, Suhaja, Vagovina, Vrtlinska, Vučani és Zdenčec.

## Története
Csázma az ország egyik legrégibb városa rendkívül gazdag történelmi múlttal. Az itt talált régészeti leletek alapján területe már a történelem előtti időben, majd a római korban is lakott volt. Első írásos említése 1094-ben történt amikor Szent László király Dubrava és Ivanics mellett még birtokként az általa alapított zágrábi püspökségnek adományozta az akkor már fontos kereskedelmi központnak számító települést. Az adományt 1201-ben Imre király is megerősítette. A régi Csázma („Chasma vetus”) nem a mai helyen, hanem attól északkeletre, a mai Ivanska területén feküdt. István püspök és helyi papság között azonban ellenségeskedés tört ki. Ez azzal végződött, hogy 1223-ban a püspöki had megtámadta a várost, felgyújtotta a Szent János templomot, a papság ellenállását pedig leverte.
Nem sokkal ezután 1226-ban az új püspök és II. András király kancellárja Babonics István megalapította az új Csázmát („Chasma novus”) és főesperesség székhelyévé tette, majd 1229-ben domonkos atyákat hívott ide. A Csázma-folyó partján megalapították a dominikánus kolostort. 1232-ben Babonics István püspök 12 kanonokkal társaskáptalant alapított itt. A korabeli források szerint két templomot is építettek itt, melyeket Szent Mária Magdolna és a Szentlélek tiszteletére szenteltek. Babonics idejében a csázmai főesperességhez 56 plébánia tartozott. Csázmának temploma, kolostora, káptalanháza és kúriája, valamint püspöki palotája is volt, a város ugyanis a zágrábi püspökség részeként a püspökök kedvelt tartózkodási helye volt.
A 13. században Kálmán herceg IV. Béla öccse innen irányította a horvát és szlavón területeket. Tamás spalatói főesperes krónikája szerint 1241-ben a vesztes muhi csata után a súlyosan sebesült herceg Csázmára menekült, ahol nemsokára meghalt. A krónika szerint a domonkos atyák kolostorában, egy rejtett sírboltban temették el.
Janus Pannonius, magyarosan Csezmiczei János vagy Cesinge János (Janus – János / Pannonius – Pannóniai), (Csezmice, 1434. augusztus 29. – Medvevár, 1472. március 27.) pécsi püspök 1459-től haláláig, az első név szerint ismert magyar(-horvát) költő és humanista. Csezmiczei János (Ivan Česmički) néven született.
A török portyázók 1476-ban értek először Csázma alá, de az első nagyobb támadás csak 1532-ben érte a várost. A fokozódó török veszély hatására 1537-ben a domonkosok elhagyták a várost. 1544-ben Ulama pasa boszniai szandzsákbég elfoglalta és felgyújtotta Csázmát. Négy évvel később 1548-ban a társaskáptalan is elhagyta Csázmát és Zágrábba költözött. 1552-ben a török ismét elfoglalta a várost és a Csázmai szandzsák székhelyévé tette. A városban 1400 főnyi török őrség állomásozott, majd rövidesen új erődítmény építésébe kezdett, mely a török háborúk során semmisült meg. 1595-ben Malkocs bég székhelyét Csázmáról előbb Pakrácra, majd Cernikre helyezte át. A végvári harcok állandó színtereként hosszú ideig lakatlan volt a területe.
A török távozásával a városban az élet kezdett visszatérni, de korábbi jelentőségét már sohasem nyerte vissza. A 17. század elején a horvát szábor a város újjáépítését határozta el és 1610-ben határőröket telepített ide. 1871-ig katonai határőrvidék központja volt. A katonai közigazgatás megszüntetése után Magyar Királyságon belül Horvátország része, Belovár-Kőrös vármegye Csázmai járásának székhelye lett. 1910-ben 1282 lakosából 1188 horvát volt.

## Lakossága
A település lakóinak száma 2878 fő és a községhez tartozó további településekkel együtt összesen 8895 lakosából a 2001. évi népszámlálás alapján 96,75% horvátnak vallotta magát. A legjelentősebb kisebbség a szerb, de számarányuk nem jelentős 82 fő és a magyarok jelenléte 4 fő szinte csak jelképesnek mondható.
| Lakosság változása | Lakosság változása | Lakosság változása | Lakosság változása | Lakosság változása | Lakosság változása | Lakosság változása | Lakosság változása | Lakosság változása | Lakosság változása | Lakosság változása | Lakosság változása | Lakosság változása | Lakosság változása | Lakosság változása | Lakosság változása |
| ------------------ | ------------------ | ------------------ | ------------------ | ------------------ | ------------------ | ------------------ | ------------------ | ------------------ | ------------------ | ------------------ | ------------------ | ------------------ | ------------------ | ------------------ | ------------------ |
| 1857               | 1869               | 1880               | 1890               | 1900               | 1910               | 1921               | 1931               | 1948               | 1953               | 1961               | 1971               | 1981               | 1991               | 2001               | 2011               |
| 489                | 562                | 657                | 695                | 918                | 1.011              | 961                | 1.137              | 1.197              | 1.325              | 1.353              | 1.754              | 2.489              | 2.785              | 2.878              | 2.801              |

## Nevezetességei
- Szent Mária Magdolna tiszteletére szentelt római katolikus plébániatemploma[8]  a 13. században, nem sokkal a város alapítása után épült. A templom fontos középkori utak kereszteződésében, a település központjában épült. Az eredeti román stílusú templom befejezésének éve 1232 volt. Egykor mellette állt a domonkosok kolostora. Háromhajós, kereszt alaprajzú épület két harangtoronnyal. A főoltár Mária Magdolna, a mellékoltárok Krisztus szenvedése, a Szentlélek, a Három királyok, Szent István vértanú, a Hétfájdalmú Szűzanya, a Nagyboldogasszony, Szent Rókus és a Szent Kereszt tiszteletére vannak szentelve. Története során többször megújították, átépítették és bővítették. Nagy károkat szenvedett 1544-ben, amikor Ulama pasa kifosztotta a várost. A templomban volt a tatárok elleni vesztes muhi csata következtében itt elhunyt Kálmán herceg sírkőlapja, melyről neves horvát történész Ivan Kukuljević Sakcinski is írt. Sajnos ez a sírkőlap az idők során elveszett. A templomot története során többször átépítették, melynek következtében homlokzata és belső tere is megváltozott. Az egyik nagyobb átépítés a 18. században Ivan Jambreković plébános idejében történt. Az eredeti román stílusú templombelsőből semmi sem maradt. Fennmaradtak a 17. és 18. századi barokk díszítőelemek és az 1767-ben Johann Hencke bécsi műhelyében épített rokokó stílusú orgona. A templom külső megújítása 1995-ben kezdődött. 2003-ban és 2005-ben régészeti feltárások voltak a templomban. Ennek során a templom korai építési fázisából származó építészeti elemeket és 136 sír tártak fel, bennül gazdag mellékletekkel.

- A Csázma középkori várának maradványai[9] a város központjában, egy dombon találhatók. Az első régészeti feltárásokat az 1950-es években hajtották itt végre, amikor a sáncok nyugati részét feltárták. 2008-ban folytatódtak a tervszerű régészeti kutatások. A történelmi források az erődöt csak a 15. századtól említik. 1552 és 1559 között oszmán fennhatóság alatt állt, és a törökök kivonulása után ugyanazon a helyen favárat építettek, mely a végvéri rendszer része volt. Néhány ókori anyagot is találtak a helyszínen, míg a legtöbb lelet a késő középkori időszakhoz tartozik.[10]

## Gazdaság
A település gazdaságának alapját a kisvállalkozások és a mezőgazdaság adja, mivel falusi környezetben fekszik. A legjelentősebb vállalat az 1949-ben alapított "Čazmatrans" nevű fuvarozó cég.

## Kultúra
- Anton Cetin festőművész galériája

## Sport
- Budućnost lövészklub
- Röplabdaklub
- Česma teniszklub
- Sokol karateklub
- NK Čazma labdarúgóklub

## Híres emberek
- Itt született 1434. augusztus 29-én Janus Pannonius (Csezmicei János) pécsi püspök, költő, Mátyás király híve, majd ellenfele.
- Itt született 1897-ben Ivo Horvat horvát botanikus.
- Itt halt meg 1247-ben Buzád nembeli István magyar katolikus főpap.
- Itt halt meg 1543-ban Erdődi Simon horvát bán, zágrábi megyés püspök.
- Itt hunyt el 1510. szeptember 22-én Baratin Lukács zágrábi megyés püspök, kinek síremléke a 2020-as zágrábi földrengéskor került elő.

## Testvérvárosai
Hévíz, Magyarország

## Csázma képekben

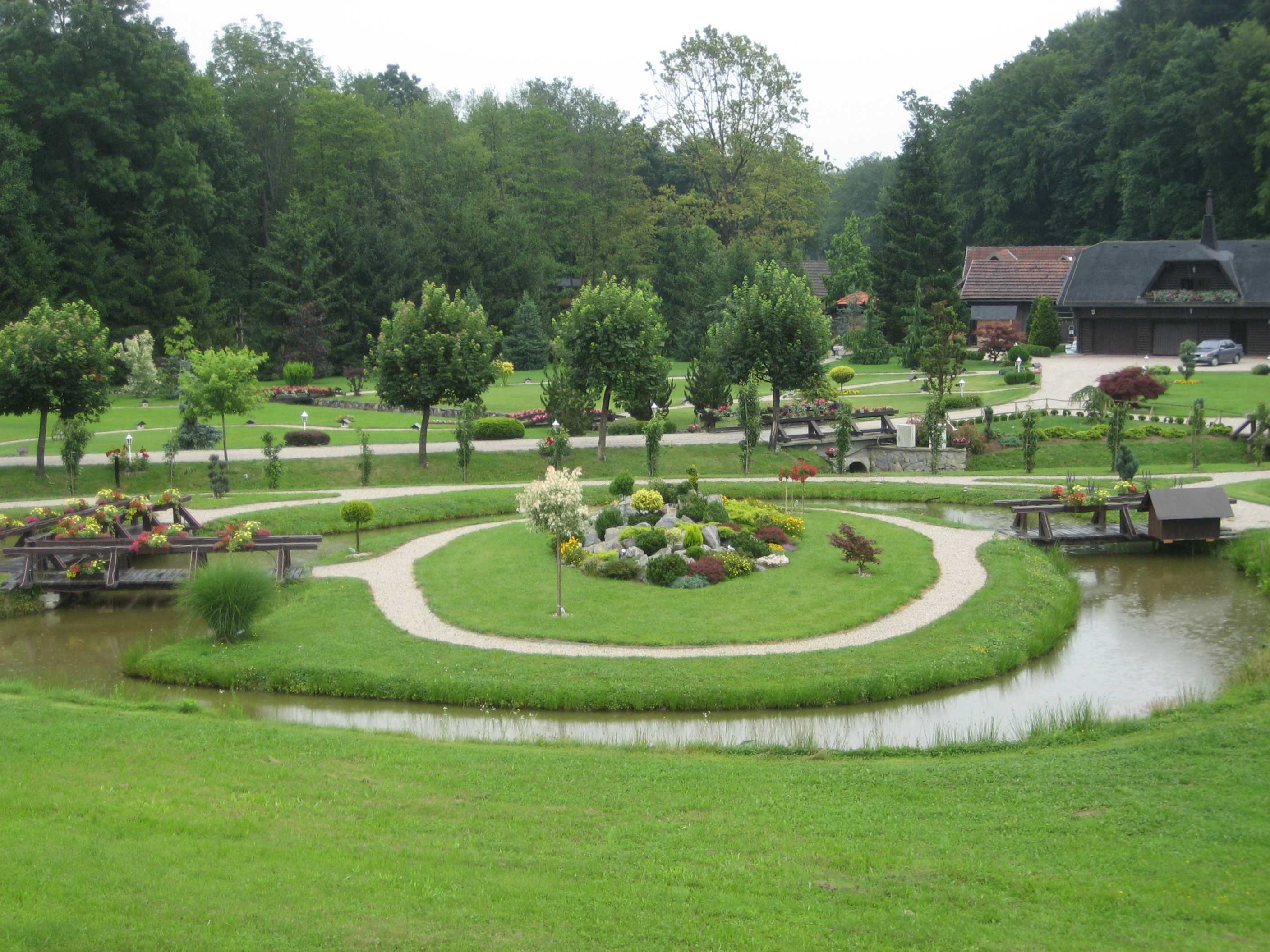
Falusi turizmus Grabovnicában
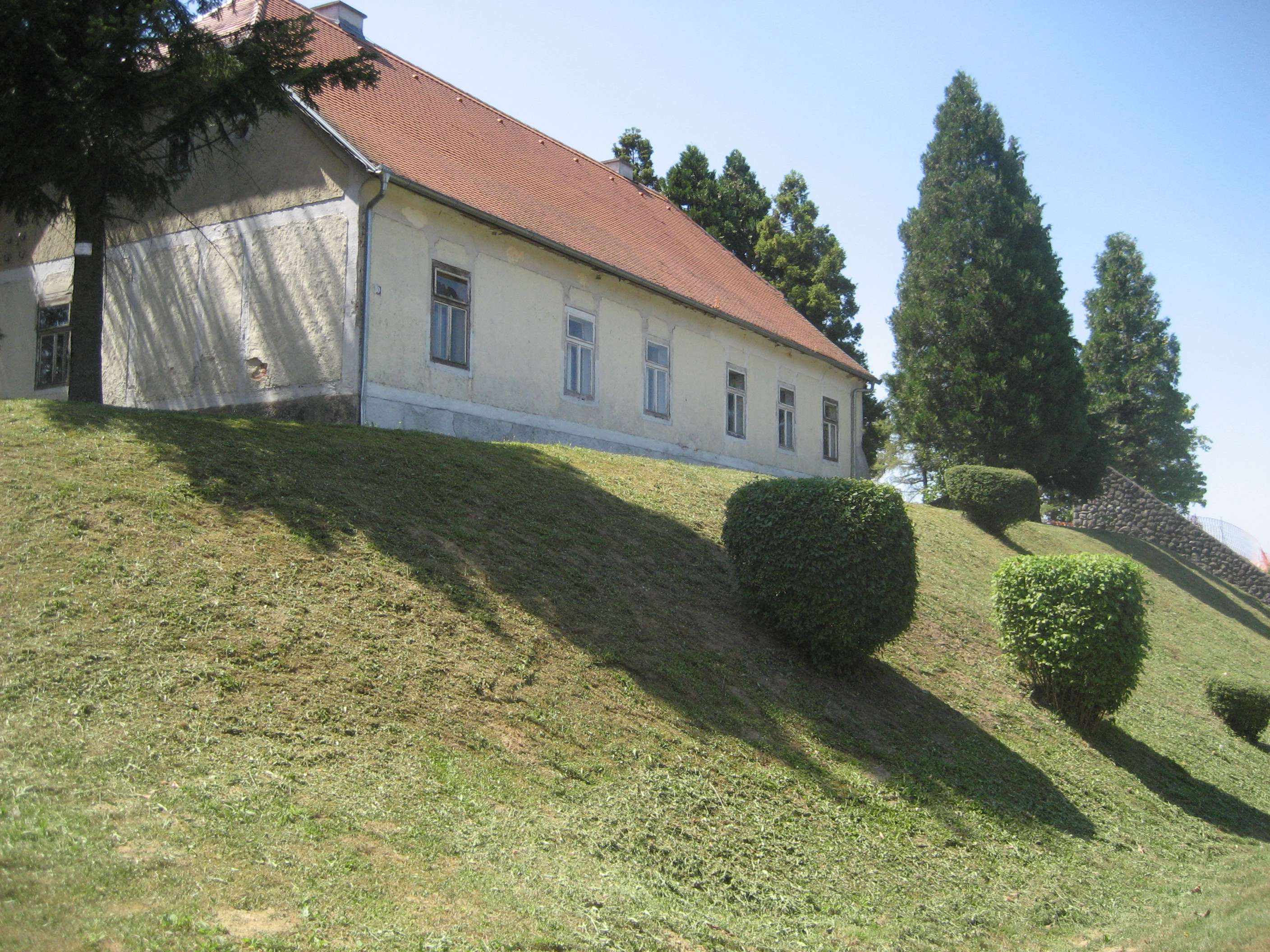
Múzeum épülete.
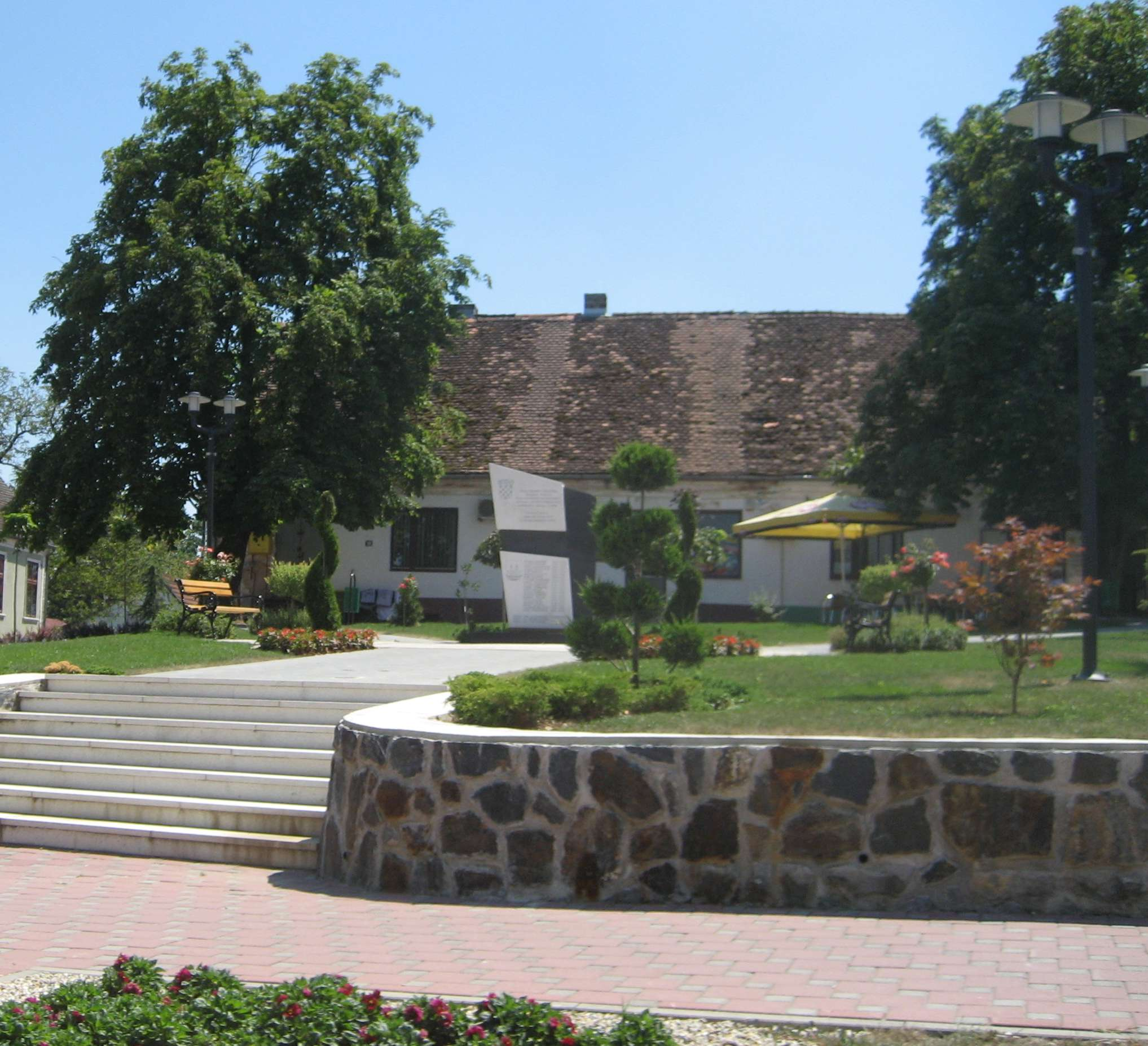
Emlékmű
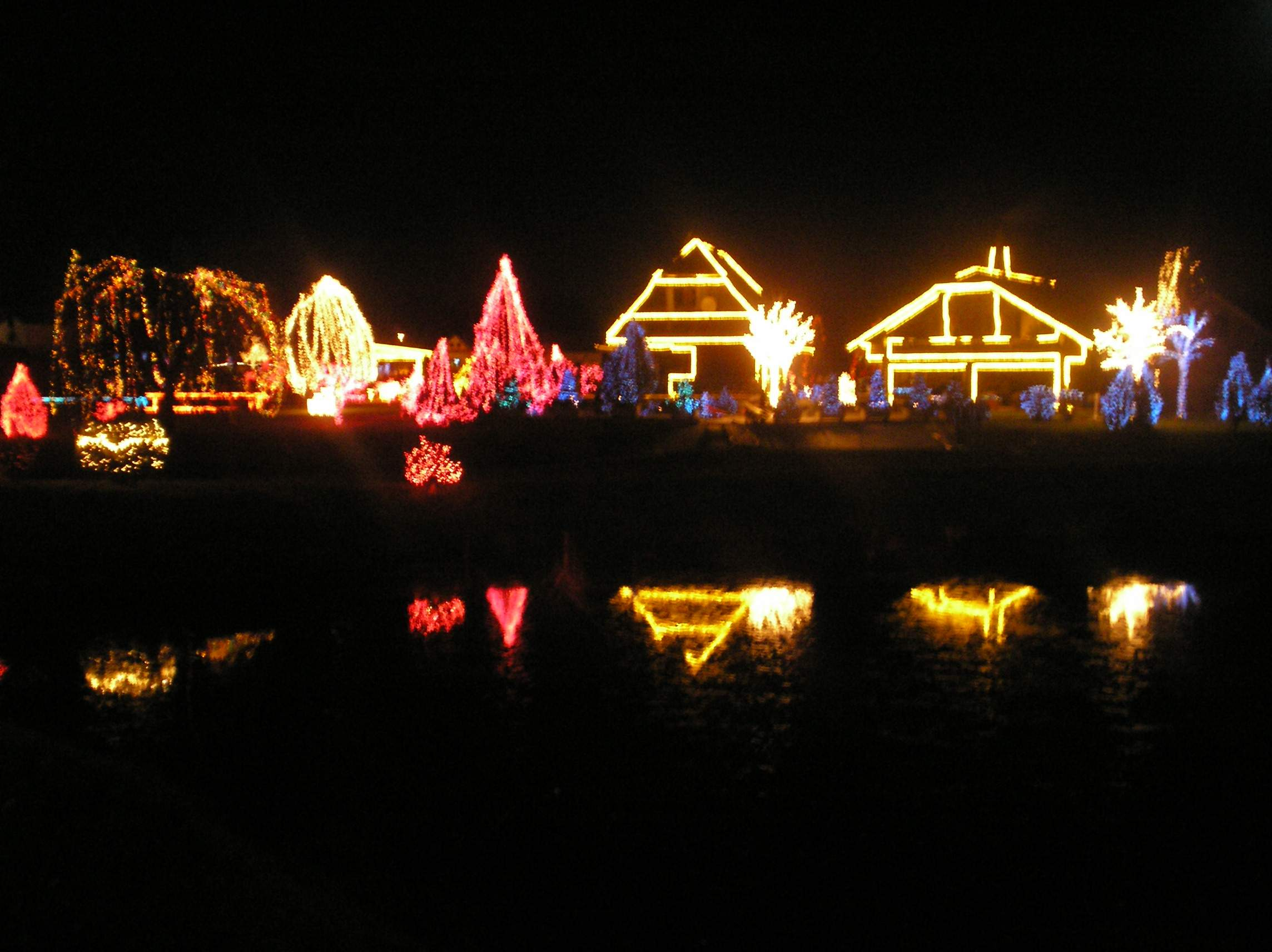
Karácsonyi kivilágítás Grabovnyicában